# Sokwakhana Zazini
Sokwakhana Zazini (* 23. Januar 2000 in Burgersdorp, Ostkap) ist ein südafrikanischer Leichtathlet, der sich auf den 400-Meter-Hürdenlauf spezialisiert hat. 2022 wurde er Afrikameister.

## Sportliche Laufbahn
Sokwakhana Zazini stammt aus der südafrikanischen Provinz Ostkap. Schon in jungen Jahren fing er mit der Leichtathletik an und spezialisierte sich schnell auf den Hürdenlauf. Mit 15 erhielt er ein Stipendium für die TuksSport High School und zog deshalb in die Hauptstadt Pretoria. Bereits 2016 gewann er bei nationalen Juniorenmeisterschaften mehrere Medaillen und verbesserte seine Zeit um mehr als zwei Sekunden auf 50,85 s. Im März 2017 lief er in 48,84 s bei einem Wettkampf in Pretoria einen neuen U18-Weltrekord über die 400 Meter Hürden. Damit reiste er als einer der Favoriten zu den U18-Weltmeisterschaften nach Nairobi. Dort konnte er seiner Favoritenrolle gerecht werden und in 49,27 s die Goldmedaille gewinnen. Zudem gewann er am Folgetag noch eine Bronzemedaille mit der südafrikanischen 4-mal-400-Meter-Mixed-Staffel.
Ein Jahr später trat er dann bei den U20-Weltmeisterschaften in Tampere in der höheren Altersklasse an. Auch dort lief er im Finale die schnellste Zeit und gewann damit die Goldmedaille. Im April 2019 startete er bei den U20-Afrikameisterschaften in der Elfenbeinküste. In der Konkurrenz über 400 Meter scheiterte er im Halbfinale. In seiner Paradedisziplin gewann er in 50,35 s die Goldmedaille. Im Juli trat er als Student der University of Pretoria bei der Universiade in Neapel an, bei der er zwei Silbermedaillen gewann. Zum einen mit der 4-mal-400-Meter-Staffel und zum anderen über die 400 Meter Hürden, die er in persönlicher Bestzeit von 48,73 s auf dem zweiten Platz beendete. Die Zeit bedeutete einen neuen U20-Afrikarekord. Im August wurde er bei seinem Start bei den Afrikaspielen disqualifiziert.
Aufgrund einer Knochenstauchung im Fuß verzichtete Zazini, auf Empfehlung seines Trainerteams, auf eine Teilnahme an den Weltmeisterschaften 2019 in Doha, um einer womöglich schlimmeren Verletzung vorzubeugen und um sich stattdessen auf die Olympischen Spiele 2020 in Tokio zu fokussieren. Zuvor wechselte er die Zusammenarbeit mit seinem Trainier Hennie Kriel und trainierte fortan unter der Anleitung der ehemaligen Juniorenweltmeisterin über 400 m Hürden, Lucinda Liebenberg. Schließlich gelang die Qualifikation für die Olympischen Spiele und Zazini schaffte den Einzug in das Halbfinale, in dem er allerdings anschließend als Sechster seines Laufes ausschied.
2022 trat Zazini im Juni zum ersten Mal bei den Afrikameisterschaften an und konnte sich im Finale in 49,42 s die Goldmedaille sichern. Einen Monat später nahm er in den USA an seinen ersten Weltmeisterschaften teil. Er erreichte das Halbfinale, schied darin allerdings als Siebter seines Laufes aus.
2022 und 2023 wurde Zazini südafrikanischer Meister im 400-Meter-Hürdenlauf.

## Wichtige Wettbewerbe
| Jahr                  | Veranstaltung             | Ort                   | Platz                 | Disziplin             | Zeit                  |
| Startet für Südafrika | Startet für Südafrika     | Startet für Südafrika | Startet für Südafrika | Startet für Südafrika | Startet für Südafrika |
| --------------------- | ------------------------- | --------------------- | --------------------- | --------------------- | --------------------- |
| 2017                  | U18-Weltmeisterschaften   | Nairobi               | 1.                    | 400 m Hürden          | 49,27 s               |
| 2017                  | U18-Weltmeisterschaften   | Nairobi               | 3.                    | 4 × 400 m Mixed       | 3:24,45 min           |
| 2018                  | U20-Weltmeisterschaften   | Tampere               | 1.                    | 400 m Hürden          | 49,42 s               |
| 2019                  | U20-Afrikameisterschaften | Abidjan               | 8.                    | 400 m                 | DNS                   |
| 2019                  | U20-Afrikameisterschaften | Abidjan               | 1.                    | 400 m Hürden          | 50,35 s               |
| 2019                  | Universiade               | Neapel                | 2.                    | 400 m Hürden          | 48,73 s               |
| 2019                  | Universiade               | Neapel                | 2.                    | 4 × 400 m             | 3:03,23 min           |
| 2019                  | Afrikaspiele              | Rabat                 |                       | 400 m Hürden          | DSQ                   |
| 2021                  | Olympische Sommerspiele   | Tokio                 | 15.                   | 400 m Hürden          | 48,99 s               |
| 2022                  | Afrikameisterschaften     | Port Louis            | 1.                    | 400 m Hürden          | 49,42 s               |
| 2022                  | Weltmeisterschaften       | Eugene                | 20.                   | 400 m Hürden          | 50,22 s               |

## Persönliche Bestleistungen
- 400 m: 45,53 s, 11. März 2023, Pretoria
- 400 m Hürden: 48,58 s, 29. April 2023, Gaborone

## Sonstiges
Zazini entstammt der Volksgruppe der Xhosa. Er studiert Sportwissenschaften an der University of Pretoria.